# Maggie King
Maggie King – australijska aktorka filmowa i teatralna.

## Kariera
Jej pierwszą rolą był występ w 1985 roku w dramacie telewizyjnym Fran.
Trzy lata później zagrała w dramacie Sisterly Love opowiadającym o dwóch siostrach, które ponownie spotykają się po 20 latach. Wystąpiła w roli głównej - za którą otrzymała nominację do nagrody przyznawanej przez Australijską Akademię Filmową.
Na dużym ekranie zadebiutowała w 1990 roku w komedii Wielki szwindel - za który otrzymała także nominację do nagrody AFI/AACTA.
Wystąpiła gościnnie w popularnych na całym świecie serialach, m.in.: Sąsiedzi, McGregorowie, Przygody w siodle czy Son and Daughters.
W Australii jest bardzo popularną aktorką teatralną. Występowała m.in. na scenach: Canberry - Canberra Theatre, Melbourne - Playhouse, Perth - Playhouse Theatre.

## Nagrody i nominacje
- Nominacja – Australijska Akademia Sztuk Filmowych i Telewizyjnych AACTA 1988 – za: Najlepsza aktorka drugoplanowa, za film Wielki szwindel,
- Nominacja – Australijska Akademia Sztuk Filmowych i Telewizyjnych AACTA 1988 – za: Najlepsza aktorka w filmie telewizyjnym, za film Sisterly Love[2].

## Filmografia
Filmy 
- 1985: Fran jako osoba w pubie
- 1988: Sisterly Love jako Sylvia
- 1998: Dadah Is Death jako
- 1990: Wielki szwindel, (The Big Steal) jako Edith Clark
- 1993: This Won't Hurt a Bit jako Pani Prescott
- 1997: Good Guys Bad Guys: Only the Young Die Good jako żona Bookiego
- 1998: Crackers jako Violet Hall

 Seriale 
- 1986: Sons and Daughters - 3 odcinki, jako Bella Brixton
- 1994: Law of the Land - 5 odcinków, jako Pani Cowan
- 1994: McGregowie - 7 odcinków, jako Pani Fowler
- 1996: Sąsiedzi - 3 odcinki, jako Esmeralda Villio
- 1994: Przygody w siodle - 8 odcinków, jako Dr Judy Barker